# Hong Kong 100
Hong Kong 100, ou Vibram Hong Kong 100 Ultra Trail Race de son nom complet citant le principal sponsor, Vibram, est un ultra-trail disputé chaque année en janvier à Hong Kong, en Chine. Établi en 2011 comme une épreuve autonome, il constitue désormais l'une étapes de l'Ultra-Trail World Tour fondé en 2013 et disputé pour la première fois en 2014.

## Histoire
Les éditions 2021 et 2022 sont annulées en raison de la pandémie de Covid-19.

## Parcours
Situé dans la région de Hong Kong, la distance à parcourir est de 100 km et cumule 4 500 m de dénivelé positif. Le point le plus haut du parcours est le Tai Mo Shan, à 957 m d'altitude. Le temps limite pour finir la course est de 30 h.

## Palmarès
| Édition | Date            | Hommes                                              | Hommes                                              | Hommes                                              | Femmes                                              | Femmes                                              | Femmes                                              |
| ------- | --------------- | --------------------------------------------------- | --------------------------------------------------- | --------------------------------------------------- | --------------------------------------------------- | --------------------------------------------------- | --------------------------------------------------- |
|         |                 | Rang                                                | Athlète                                             | Temps                                               | Rang                                                | Athlète                                             | Temps                                               |
| 1re     | 15 janvier 2011 | 1er                                                 | William Davies                                      | 11 h 48 min 00 s                                    | 3e                                                  | Lizzy Hawker                                        | 12 h 18 min 00 s                                    |
| 2e      | 18 février 2012 | 1er                                                 | Ryan Sandes                                         | 9 h 54 min 55 s                                     | 18e                                                 | Nora Senn                                           | 12 h 34 min 28 s                                    |
| 3e      | 19 janvier 2013 | 1er                                                 | Yun Yan-Qiao                                        | 10 h 15 min 57 s                                    | 13e                                                 | Claire Price                                        | 11 h 58 min 02 s                                    |
| 4e      | 18 janvier 2014 | 1er                                                 | Tirtha Bahadur Tamang                               | 10 h 02 min 04 s                                    | 26e                                                 | Francesca Canepa                                    | 12 h 59 min 19 s                                    |
| 5e      | 17 janvier 2015 | 1er                                                 | Long-Fei Yan                                        | 9 h 52 min 42 s                                     | 24e                                                 | Pui-Yan Chow                                        | 12 h 24 min 56 s                                    |
| 6e      | 23 janvier 2016 | 1er                                                 | François D'Haene                                    | 9 h 32 min 26 s                                     | 25e                                                 | Dong Li                                             | 12 h 05 min 32 s                                    |
| 7e      | 14 janvier 2017 | 1er                                                 | Yun Yan-Qiao — 2e victoire                          | 9 h 35 min 11 s                                     | 20e                                                 | Núria Picas                                         | 11 h 18 min 57 s                                    |
| 8e      | 27 janvier 2018 | 1er                                                 | Min Qi                                              | 9 h 28 min 36 s                                     | 9e                                                  | Miao Yao                                            | 10 h 40 min 52 s                                    |
| 9e      | 19 janvier 2019 | 1er                                                 | Jiasheng Shen                                       | 10 h 22 min 02 s                                    | 8e                                                  | Yangchun Lu                                         | 11 h 43 min 20 s                                    |
| 10e     | 18 janvier 2020 | 1er                                                 | Pei-Quan You                                        | 10 h 00 min 17 s                                    | 8e                                                  | Fu-Zhao Xiang                                       | 11 h 28 min 21 s                                    |
| 11e     | 2021            | Course annulée en raison de la pandémie de Covid-19 | Course annulée en raison de la pandémie de Covid-19 | Course annulée en raison de la pandémie de Covid-19 | Course annulée en raison de la pandémie de Covid-19 | Course annulée en raison de la pandémie de Covid-19 | Course annulée en raison de la pandémie de Covid-19 |
| 12e     | 2022            | Course annulée en raison de la pandémie de Covid-19 | Course annulée en raison de la pandémie de Covid-19 | Course annulée en raison de la pandémie de Covid-19 | Course annulée en raison de la pandémie de Covid-19 | Course annulée en raison de la pandémie de Covid-19 | Course annulée en raison de la pandémie de Covid-19 |
| 13e     | 18 février 2023 | 1er                                                 | Pei-Quan You — 2e victoire                          | 10 h 37 min 38 s                                    | 20e                                                 | Man Yee Cheung                                      | 13 h 49 min 07 s                                    |
| 14e     | 18 janvier 2024 | 1er                                                 | Guangfu Meng                                        | 10 h 16 min 56 s                                    | 16e                                                 | Lin Chen                                            | 12 h 44 min 51 s                                    |
| 15e     | 18 janvier 2025 | 1er                                                 | Guangfu Meng — 2e victoire                          | 9 h 43 min 10 s                                     | 13e                                                 | Sunmaya Budha                                       | 11 h 11 min 47 s                                    |